# Sygeplejepersonale
|  | Denne artikel handler om det humane (menneskerelaterede) sygepleje- og sundhedsplejepersonale. For artiklen om det veterinære (dyrerelaterede) sygepleje- og sundhedsplejepersonale, se Veterinærsygeplejepersonale. |

Sygeplejepersonale og sundhedsplejepersonale (i daglig tale ofte blot plejepersonale) er en fællesbetegnelse for følgende faggrupper, der beskæftiger sig med pleje (sygepleje og sundhedspleje):
- Ufaglærte stillinger
  - Handicaphjælper
  - Omsorgsmedhjælper (Udfaset)
- Kortere videregående uddannelse
  - Social- og sundhedsassistent (SOSU-assistent)
  - Social- og sundhedshjælper (SOSU-hjælper)
  - Beskæftigelsesvejleder (Udfaset)
  - Hjemmehjælper (Udfaset)
  - Plejehjemsassistent (Udfaset)
  - Sygehjælper (Udfaset)
  - Sygepasser (Udfaset)
  - Sygeplejer (plejer) (Udfaset)
- Mellemlang videregående uddannelse
  - Diakon, Diakonisse
  - Sygeplejerske
    - Akutsygeplejerske
    - Sundhedsplejerske
- Militære stillinger
  - Sygehjælper (militær)
  - Sygepasser (militær)

| Sygepleje | Spire Denne artikel om sygepleje er en spire som bør udbygges. Du er velkommen til at hjælpe Wikipedia ved at udvide den. |